# Яргомжское сельское поселение
Яргомжское сельское поселение — сельское поселение в составе Череповецкого района Вологодской области.
Центр — деревня Ботово.
Образовано 1 января 2006 года в соответствии с Федеральным законом № 131 «Об общих принципах организации местного самоуправления в Российской Федерации».
В состав сельского поселения вошёл Яргомжский сельсовет.
По данным переписи 2010 года население — 2907 человек.

## Расположение
Расположено в северной части района. Граничит:
- на севере с Климовским и Воскресенским сельскими поселениями,
- на западе с Абакановским и Малечкинским сельскими поселениями,
- на юго-востоке с Тоншаловским сельским поселением,
- на востоке с Ягановским сельским поселением.

По территории поселения проходит автодорога А114, в районе деревни Мостовая от неё отходит местная автодорога Р6 Череповец — Липин Бор. Протекают реки Чермасола, Кучесара, Ягорба.

## Населённые пункты
В 1999 году был утверждён список населённых пунктов Вологодской области. С тех пор состав Яргомжского сельсовета не менялся.
В состав сельского поселения входят 11 деревень.
| Населённый пункт   | ОКАТО          | Рег. номер | Расстояние до районного центра, км | Расстояние до центра поселения, км | Координаты                      |
| ------------------ | -------------- | ---------- | ---------------------------------- | ---------------------------------- | ------------------------------- |
| деревня Авдеевская | 19 256 888 002 | 7888       | 24                                 | 10                                 | 59°18′51″ с. ш. 37°55′51″ в. д. |
| деревня Борисово   | 19 256 888 003 | 7889       | 14                                 | 1                                  | 59°14′59″ с. ш. 37°58′41″ в. д. |
| деревня Ботово     | 19 256 888 001 | 7887       | 15                                 | —                                  | 59°15′31″ с. ш. 37°57′57″ в. д. |
| деревня Енюково    | 19 256 888 004 | 7890       | 22                                 | 8                                  | 59°18′51″ с. ш. 37°59′17″ в. д. |
| деревня Колкач     | 19 256 888 010 | 7891       | 26                                 | 12                                 | 59°19′37″ с. ш. 38°03′35″ в. д. |
| деревня Мархинино  | 19 256 888 011 | 7892       | 27                                 | 13                                 | 59°20′07″ с. ш. 38°03′15″ в. д. |
| деревня Марьинская | 19 256 888 005 | 7893       | 26                                 | 12                                 | 59°19′45″ с. ш. 37°54′36″ в. д. |
| деревня Мостовая   | 19 256 888 006 | 7894       | 18                                 | 5                                  | 59°16′50″ с. ш. 37°59′01″ в. д. |
| деревня Раменье    | 19 256 888 007 | 7895       | 22                                 | 8                                  | 59°18′54″ с. ш. 37°58′03″ в. д. |
| деревня Селиваново | 19 256 888 008 | 7896       | 24                                 | 10                                 | 59°18′28″ с. ш. 38°01′42″ в. д. |
| деревня Фенево     | 19 256 888 009 | 7897       | 16                                 | 1                                  | 59°15′40″ с. ш. 37°56′49″ в. д. |